# Diamantbergwerk Finsch
Das Diamantbergwerk Finsch (englisch Finsch diamond mine) ist ein südafrikanisches Bergwerk. Es ist eines der letzten in Südafrika in Betrieb genommenen Diamantbergwerke und nach dem Diamantbergwerk Venetia das zweitproduktivste des Landes.

## Geographie

### Geographische Lage
Finsch liegt zwei Kilometer außerhalb bei der Bergarbeitersiedlung Lime Acres, etwa 165 km nordwestlich von Kimberley in der Provinz Nordkap.

### Geologie
Der Kimberlitschlot mit einer ursprünglichen Oberfläche von 17,9 ha wird von Bändereisenerz, Dolomit und Kalkstein überlagert. Die oberen einhundert Meter des Schlotes sind verwitterte Gelbe Erde, darunter folgt unverwitterte Blaue Erde. Der Schlot wurde bis in 1000 m Teufe erkundet. Die dabei nachgewiesenen Reserven sind bei der gegenwärtigen Förderrate für weitere 25 Jahre ausreichend.

## Geschichte
Die ersten Diamanten wurden 1930 auf dem Grund der staatlichen Brits-Farm gefunden, wo die Suche nach Edelsteinen verboten war. Der Prospektor H. S. Richter gab daher vor, er würde nach Asbest suchen. 1939 wurde erneut illegalerweise nach Diamanten gesucht.
1956 erwarb Danie de Bruin die Genehmigung für das Schürfen von Grundmineralien. Weil er nach Diamanten suchte, ließ er die Genehmigung absichtlich verfallen damit niemand auf seine Tätigkeit aufmerksam werden würde. Seine Rechte wurden von Thorny Fincham übernommen, der Abbau begann aber erst 1959 durch Willie Schwabel, der mit seiner Familie mehrere Monate in einem Zelt lebte. Nach einem Jahr erloschen seine Abbaurechte wieder, aber er gründete zusammen mit Thorny die Finsch Base Minerals Company, das Schürfen von Diamanten war aber immer noch illegal.
Erst nach einer Gesetzesänderung im Jahre 1960 konnte legal nach Diamanten gesucht werden, wobei bereits in den ersten zwei Stunden 26 Diamanten gefunden wurden. Zu den Besitzer der Finsch Base Minerals Company kam Brahm Papendorf hinzu und der Betrieb wurde in Finsch Diamonds umbenannt. Das Bergwerk wurde von den drei Besitzern und Prospektoren Willie Schwabel, Brahm Papendorf und Thorny Fincham im Jahre 1962 an De Beers verkauft. Der kommerzielle Abbau begann 1962 als auf dem Gelände Aufbereitungsanlage und ein Rückgewinnungsanlage erbaut wurde. 1967 kaufte De Beers die Brits-Farm der südafrikanischen Regierung ab und eröffnete die Mine offiziell.
Zunächst wurden die oberen Partien der Lagerstätte im Tagebau abgebaut. Die Grube hat ein Ausmaß von 55 ha. Die Ausrichtung des Tiefbaus begann 1978 mit dem Abteufen des Schachtes, der 1982 fertiggestellt war. Seit 1991 wird ausschließlich Tiefbau betrieben. Finsch gehört ursprünglich der De Beers Consolidated Mines (DBCM) und wurde im September 2011 für 200 Millionen US-Dollar von Petra Diamonds erworben.

## Betrieb
Die Lagerstätte wird unterhalb des alten Tagebaus im Blockbruchbau gewonnen. Die tiefergelegenen Feldesteile werden im Unterwerksbau abgebaut. Die Erschließung erfolgt durch einen Schacht und eine Wendel. Der Schacht hat einen Durchmesser von 9 m und eine Teufe von 793 m. Darin sind drei Treibscheibenförderanlagen mit einer Gesamtkapazität von 5 Millionen Tonnen Jahresförderung untergebracht. Die Grube ist mit einem automatischen fahrerlosen LKW-System für den Transport des Materials ausgerüstet.
Im Jahre 2015 wurden Diamanten mit einem Gesamtgewicht von 2,07 Millionen Karat aus rund 5 Millionen Tonnen Gestein gewonnen. Ein Teil der Diamanten stammt aus der erneuten Aufbereitung alter Aufbereitungsrückstände.